# カレル・プルキニェ

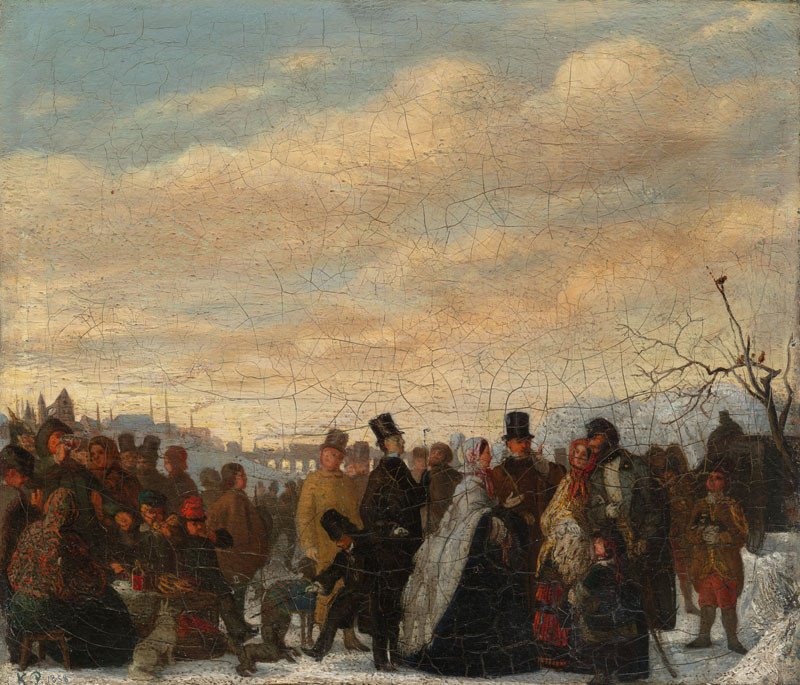
カレル・プルキニェ作「貴族Thurn-Taxis家のアイススケート」(1858) プラハ国立美術館蔵

カレル・プルキニェ（Karel Purkyně、1834年3月15日 - 1868年4月5日）は、チェコの画家、イラストレーター、美術評論家である。ミュンヘンやパリで学び写実的な肖像画や静物画を描いたが、34歳で病没した。

## 略歴
現在のポーランド西部のヴロツワフで生まれた。父親は有名なボヘミア出身の解剖学者、生理学者のヤン・エヴァンゲリスタ・プルキンエ（1787-1869）で兄のエマニュエル・プルキニェ(Emanuel Purkyně、1831-1882）は博物学者となった。兄弟は、父親が働いていた大学のあるヴロツワフで青年時代まで過ごした。グラマースクールで学び、J.J.ケーニッヒ（J.J. König）という肖像画家に絵を学んだ。1850年に、家族とプラハに戻り、プラハの美術アカデミーに入学し、1853年に展覧会の初めて出展した。
有名なドイツの美術館でルネサンスやバロックの絵画を研究し、ヨゼフ・マーネス（Josef Mánes: 1820-1871）やヴァーツラフ・レヴィー（Václav Levý: 1820-1870）といった多くの芸術家と知り合った。プラハの美術アカデミーでの伝統的な教育方法に満足できず1854年にミュンヘンに移り、画家のヨハン・ベルデレ（Johann Baptist Berdellé: 1813-1876）に学んだ。1856年の秋にはパリに移り、トマ・クチュールのスタジオで学び、オランダ黄金時代の画家の作品などを模写して修行した。
1857年末にプラハに戻り、肖像画を描き、1860年以降は静物画も描いた。1858年から1862年の間プラハの年次展覧会に出展した。芸術のイベントの主催者や美術史家としても知られるようになり、芸術批評家として活動した。「Brejle（眼鏡）」や「Humoristé listy（ユーモリスト通信）」といった雑誌に風刺画も描きいた。1860年にプラハでウィーン出身のマリー・ヴィーダーマン	（Marií Wiederman: 1841-1914)と結婚し、3人の子供をもうけた。
肺不全のために34歳でプラハで亡くなった。

## 作品

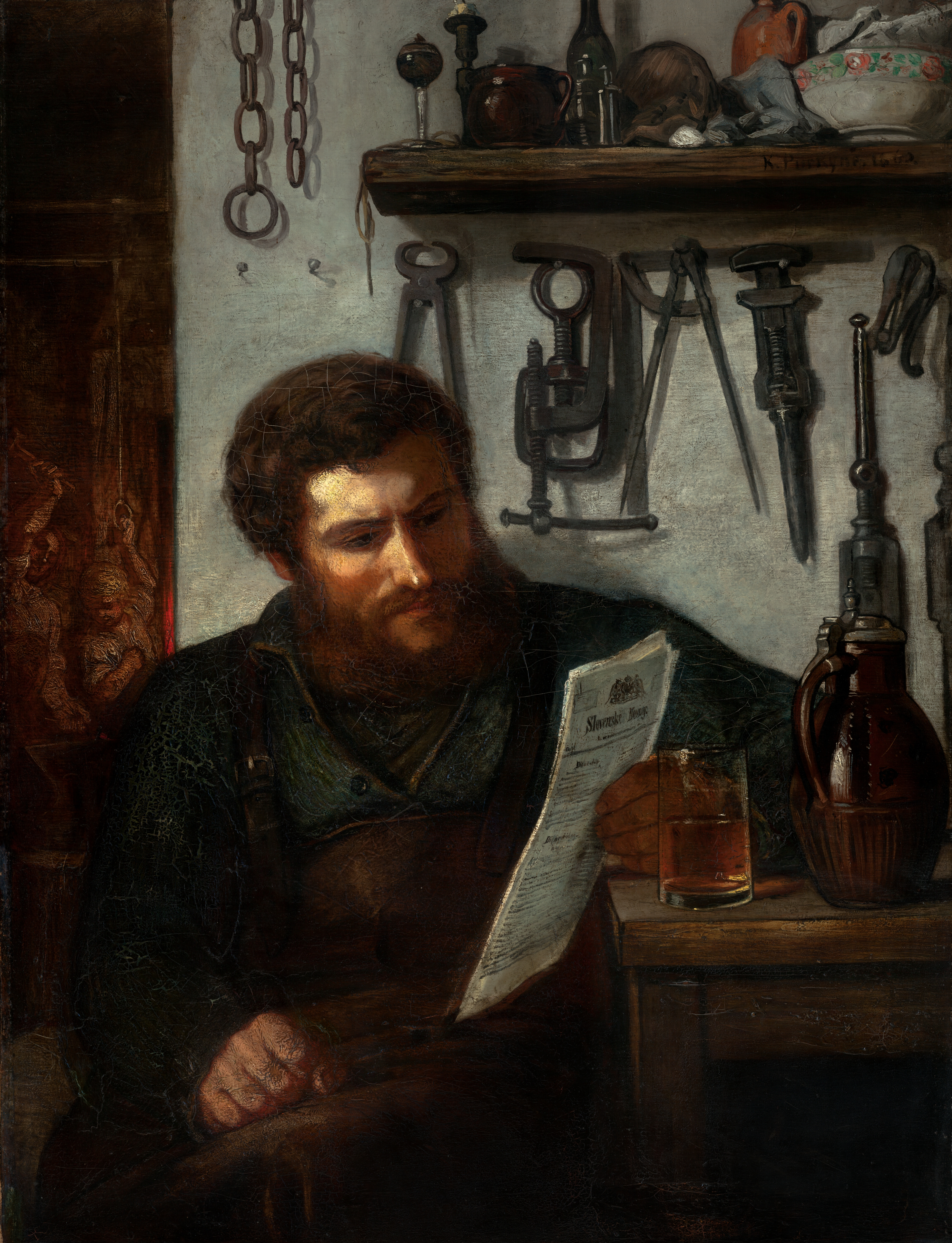
鍛冶屋の肖像画(1860) プラハ国立美術館
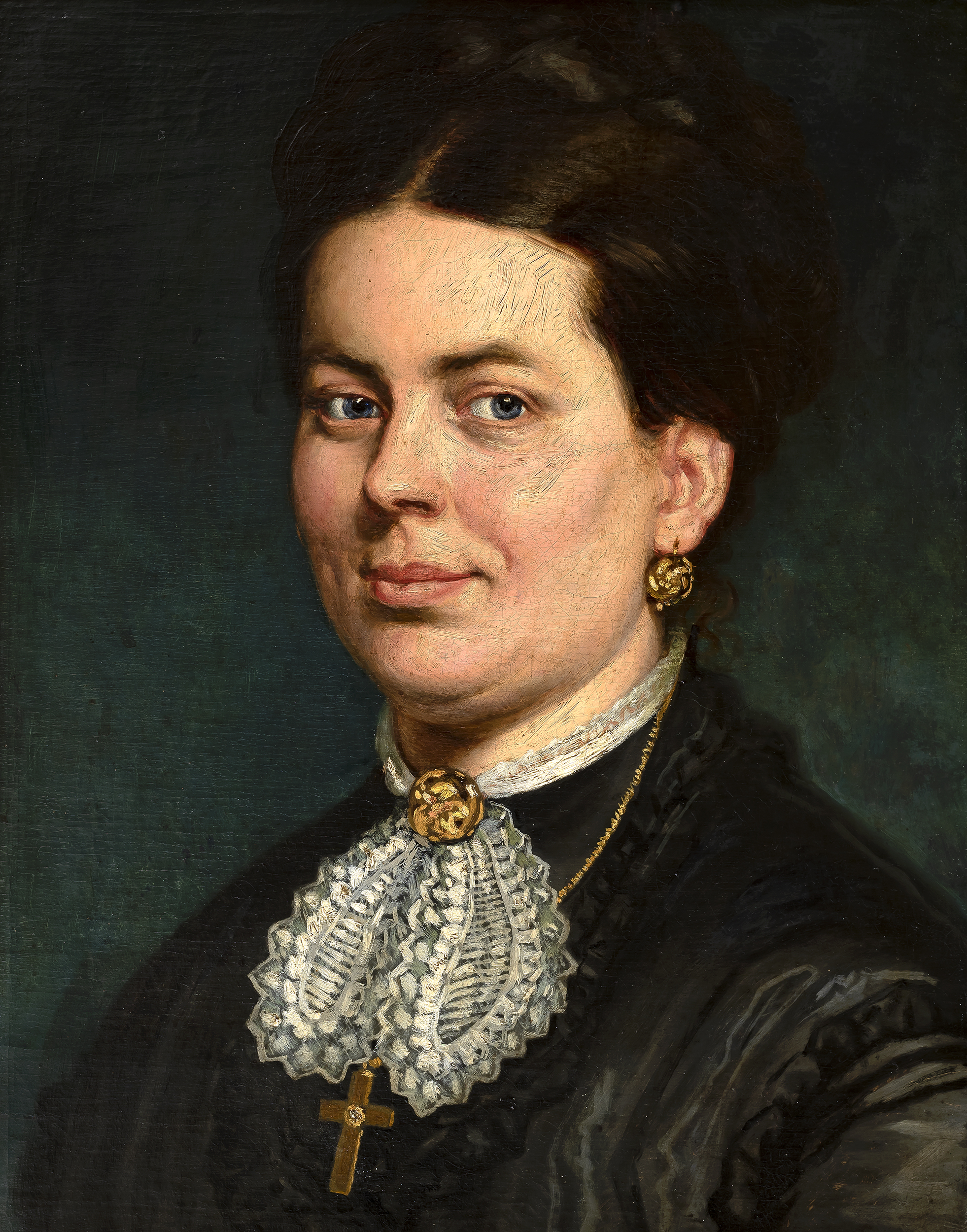
家政婦 J. Ev. Purkyněの肖像画
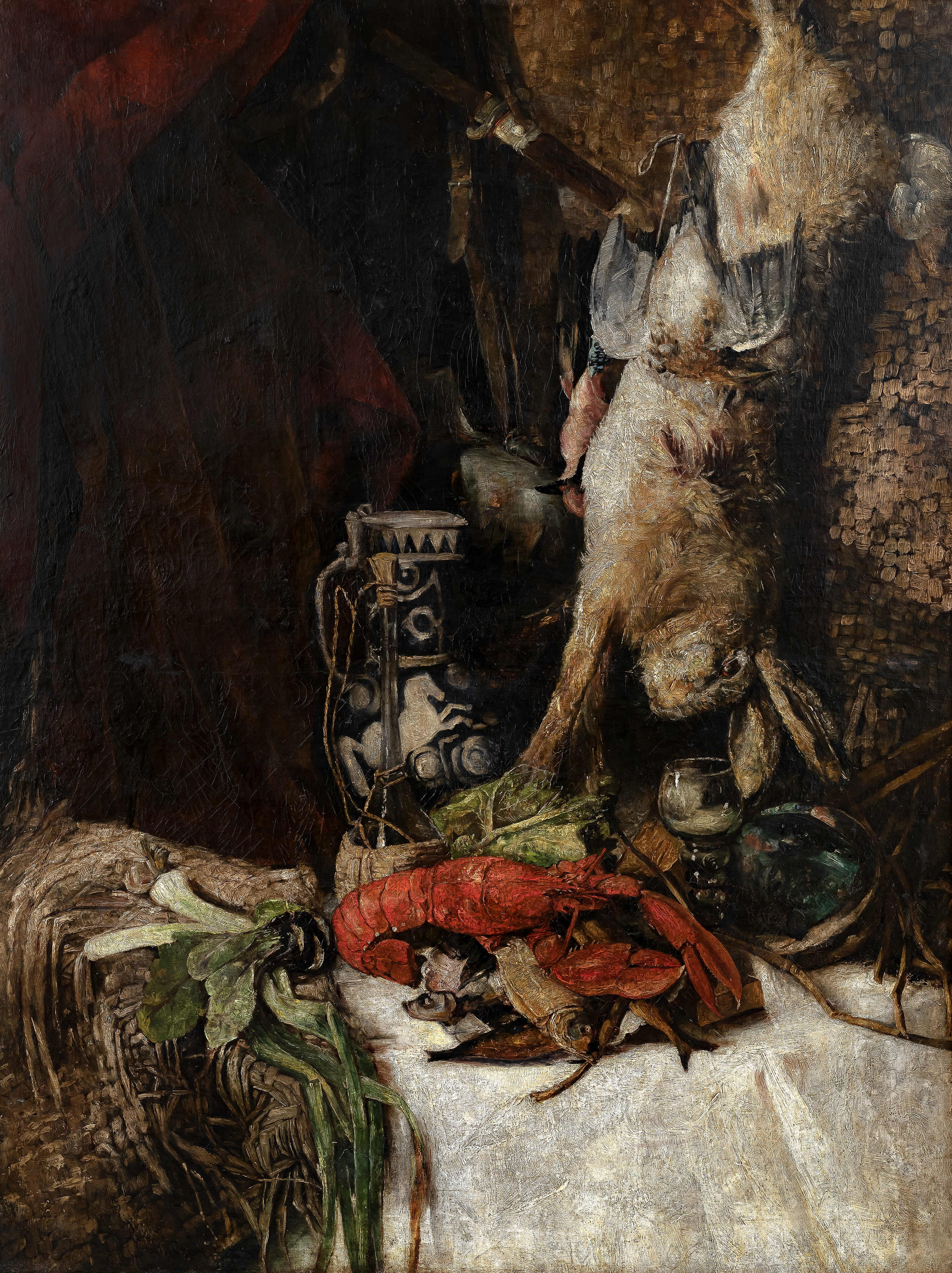
ウサギとロブスターのある静物画